# Rio di Santa Margherita

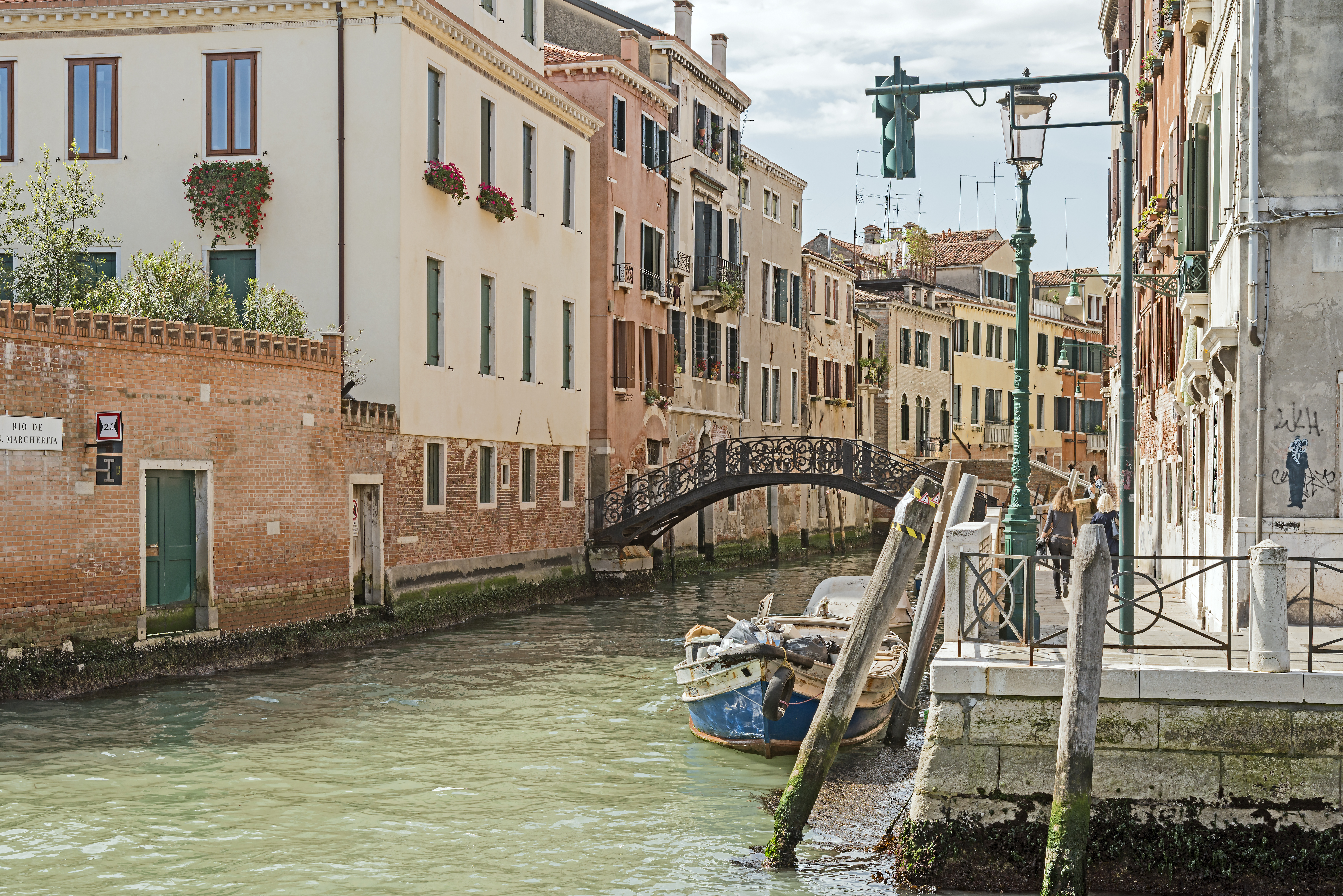
Extrémité nord du rio

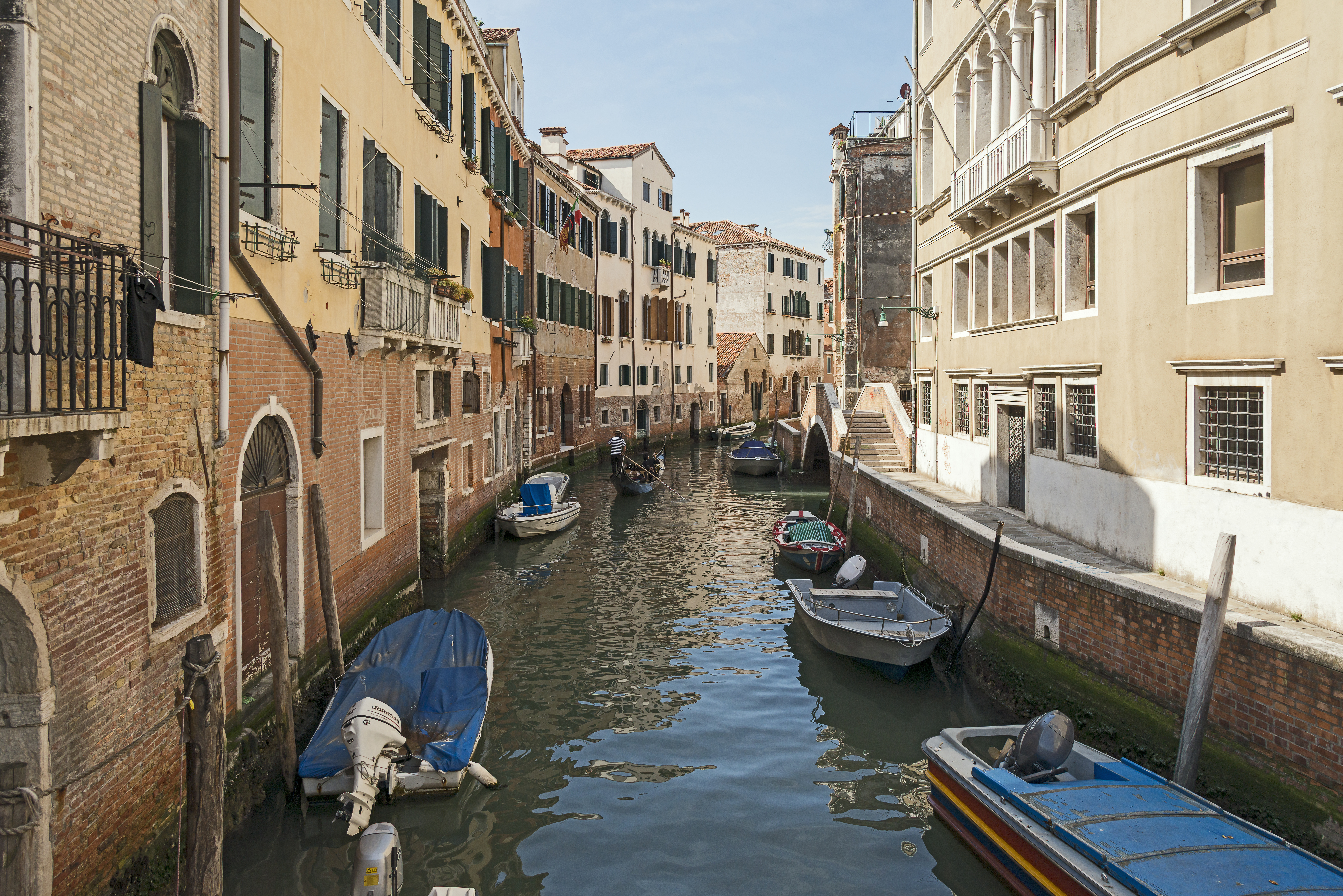
Le Palais Marcorà, le pont Cavana de l'Enel

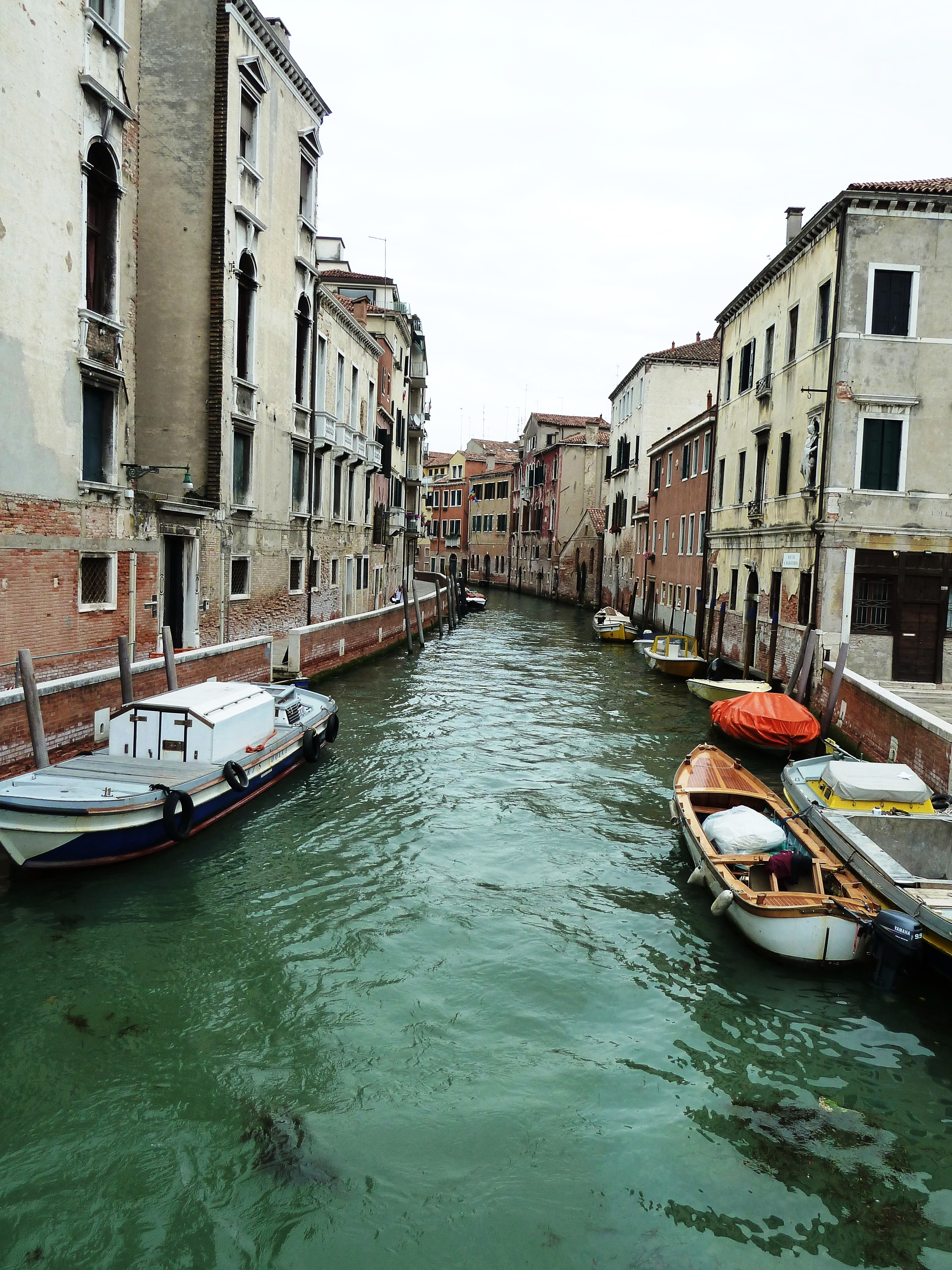
Rio S. Margherita

Le rio di Santa Margherita (en vénitien rio de San(ta) Margarita; canal de Sainte-Marguerite) est un canal de Venise dans le sestiere de Dorsoduro.

## Toponymie
Le rio doit son nom à l'église Santa Margherita, érigée par le vénitien Geniano Busignaco sous le doge Pietro Tradonico et consacrée en 853. Un certain Bisina construisit en 1330 une cellule annexe, qui lui permit de vivre en ermite, et d'assister aux offices après avoir gagné par un petit passage le haut du dôme majeur de l'église. Ce dôme était jadis doré et soutenu par quatre grandes colonnes de marbre oriental. L'église, achevée en 1647, demeure paroissiale jusqu'à sa fermeture en 1810 et, en 1882, est convertie en un temple évangélique.[réf. souhaitée]

## Description
Le rio di Sta Margherita a une longueur d'environ 230 mètres. Il prolonge le rio dei Carmini vers le nord-est au confluent du rio del Malcanton, du rio Novo et du Rio de Ca' Foscari.

## Situation et édifices remarquables
- L'église Santa Maria dei Carmini

Ce rio longe sur son flanc ouest :
- le fondamenta Foscarini et Bembo del Malcanton ;
- le Ponte de la Cavana de l'Enel entre les deux précédents ;
- les palais Foscarini ai carmini, Palazzo Vendramin, le Palazzo Marcorà.

### Ponts
Ce rio est traversé par trois ponts (d'ouest en est) :

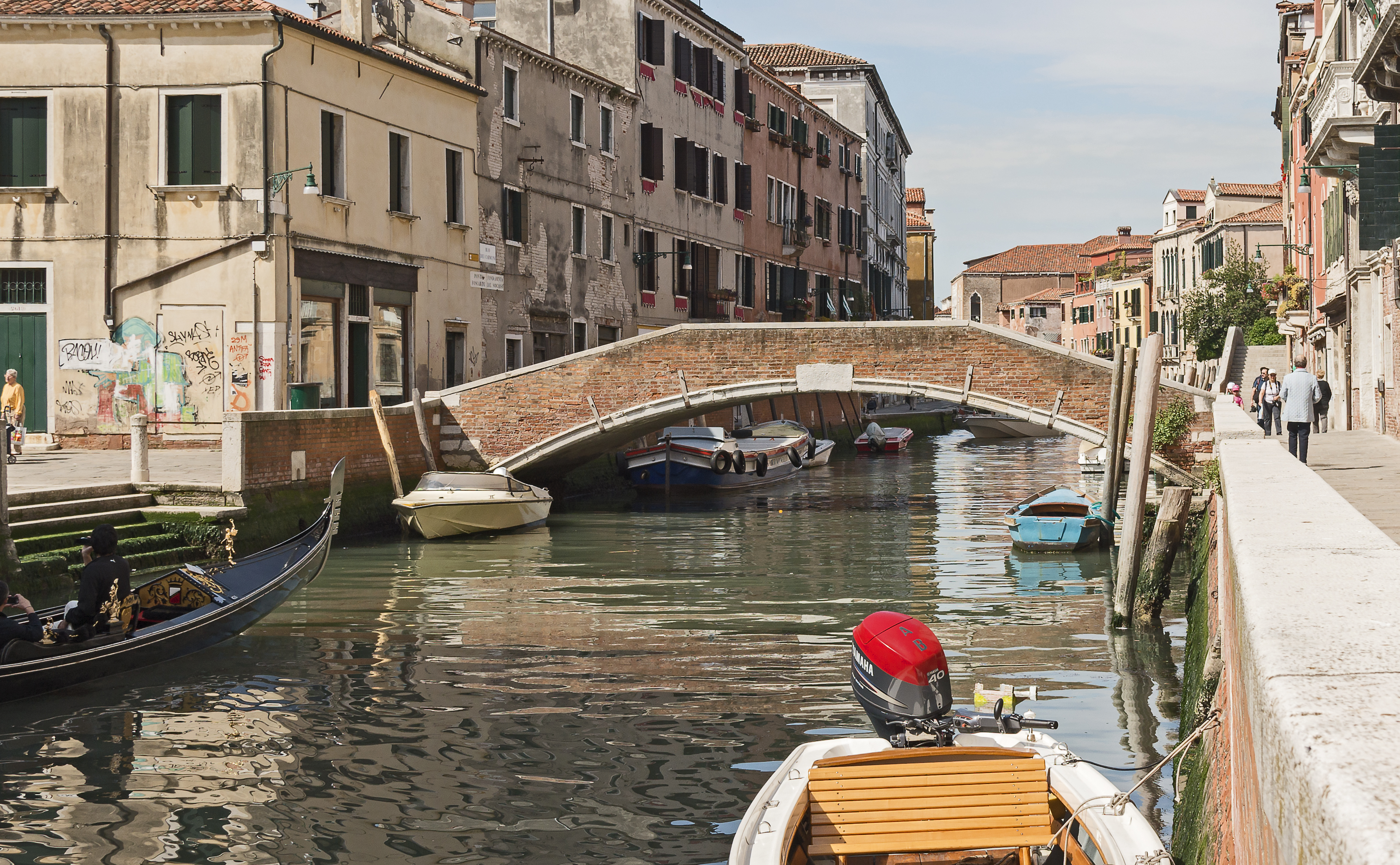
Ponte Foscarini  reliant Fondamenta Foscarini   l'église Santa Maria del Carmini
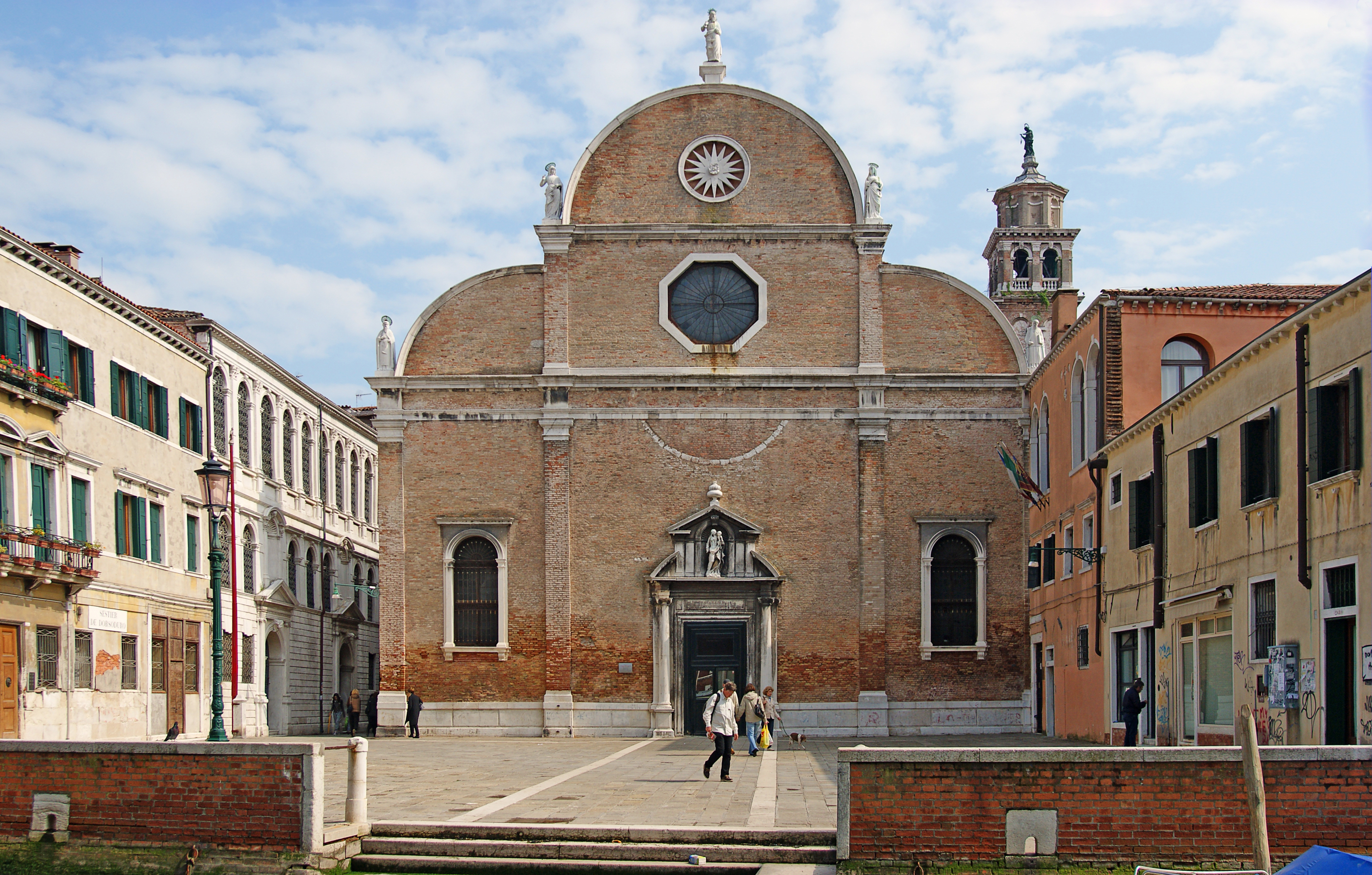
L'église Santa Maria dei Carmini sur le campo dei carmini.
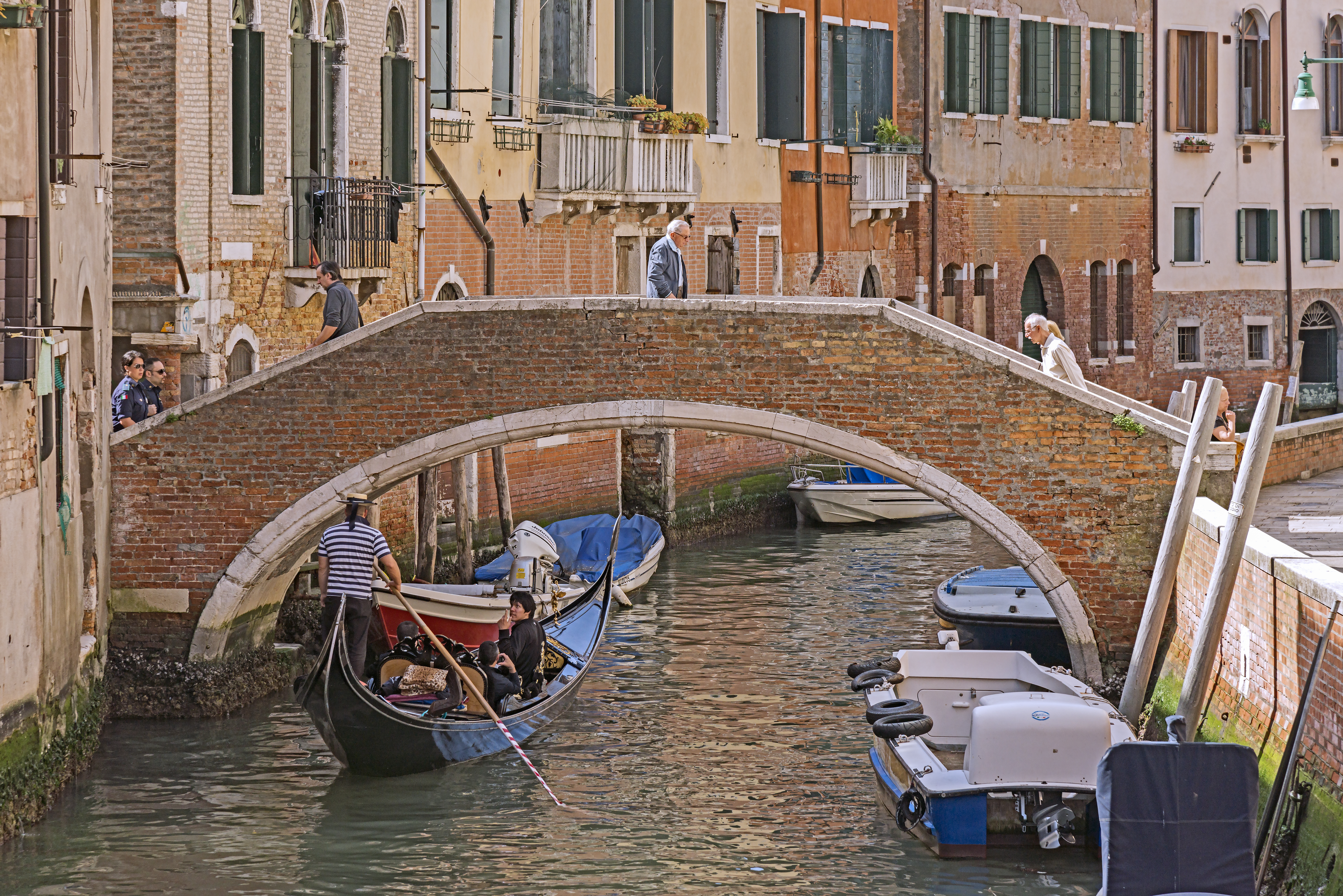
Ponte del Forno reliant calle éponyme et Calle Contarina
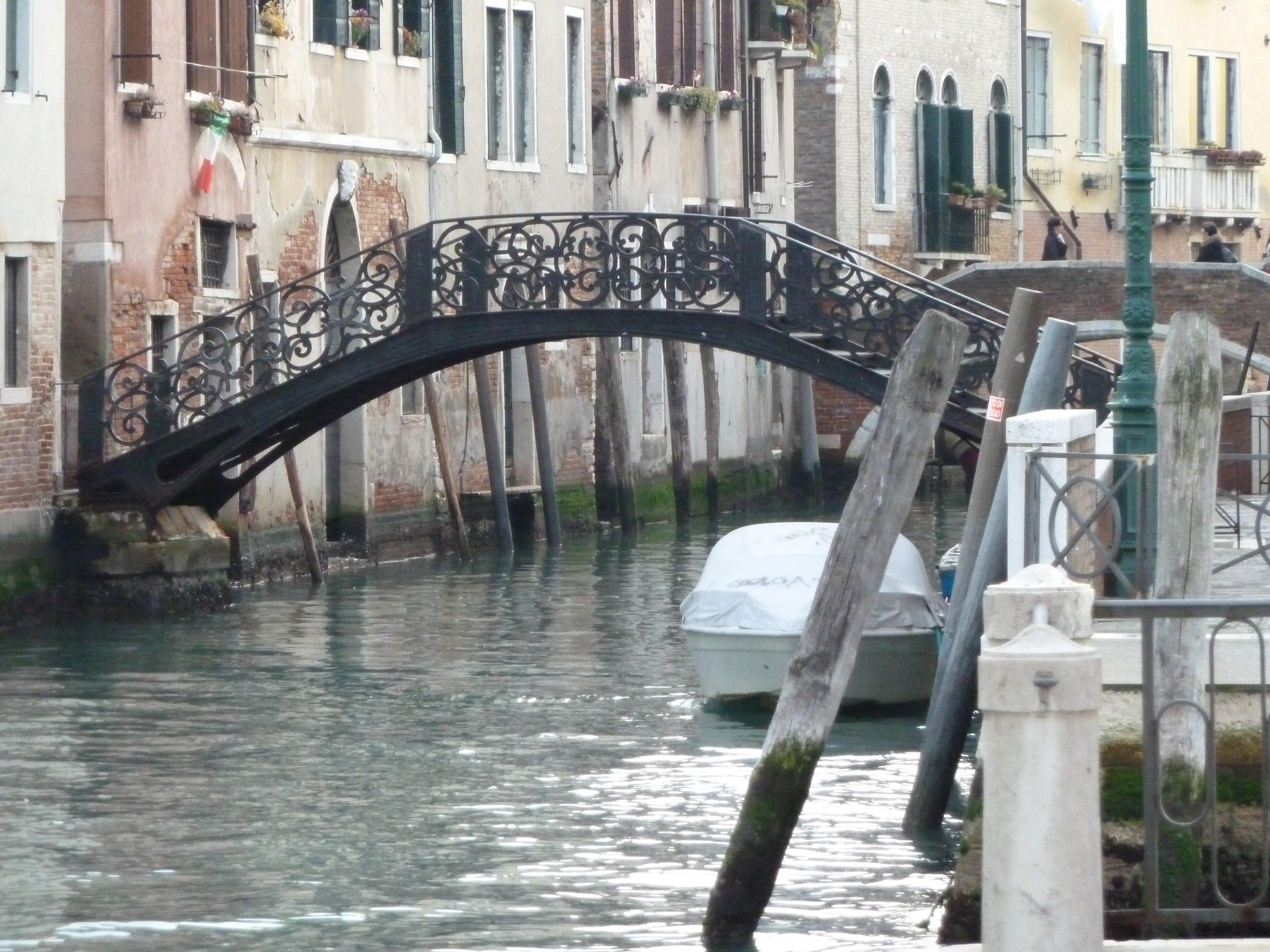
Ponte Renier reliant calle éponyme et Fondamenta Bembo del Malcanton
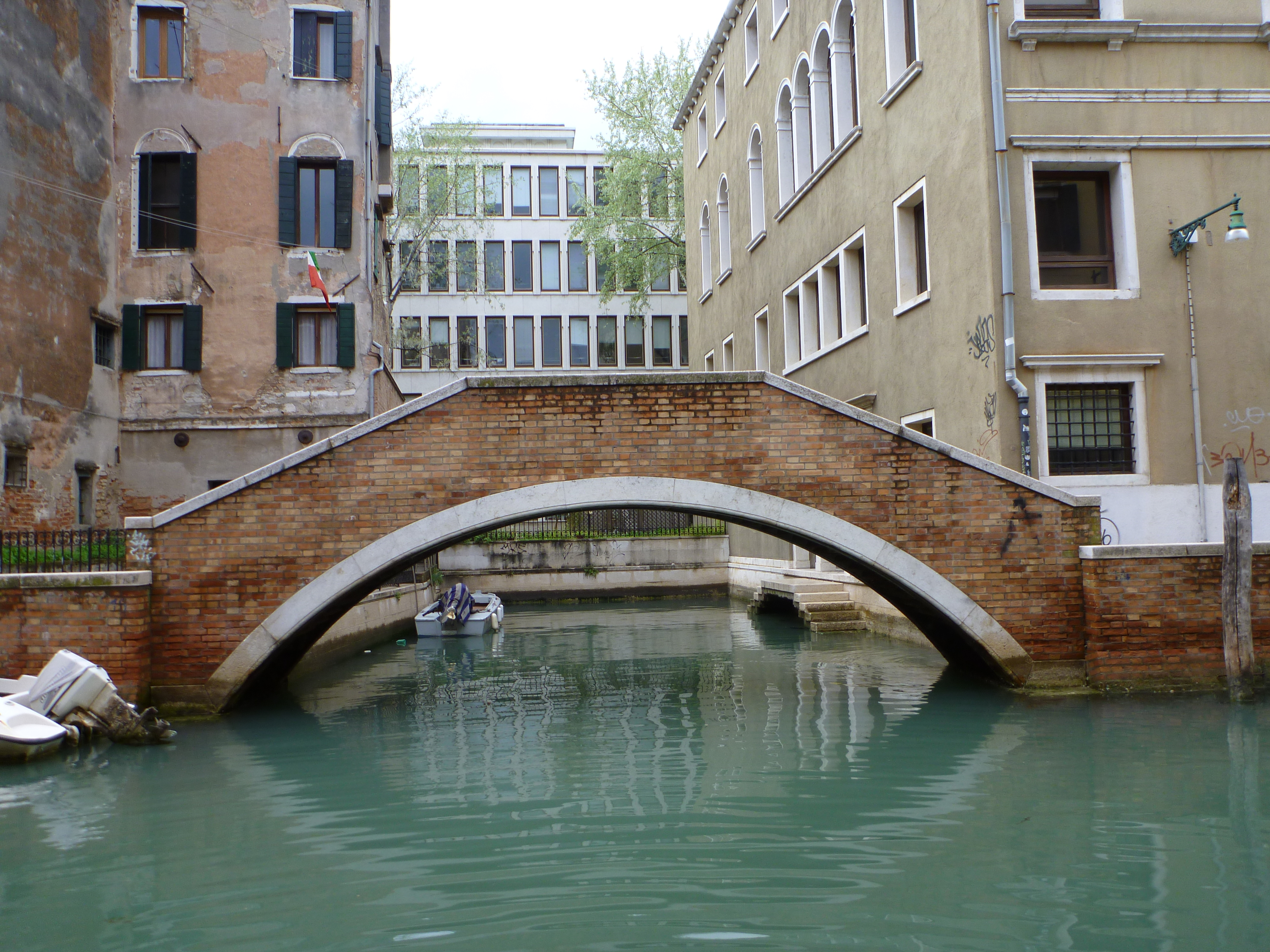
ponte della Cavana de l'Enel, longeant le rio